# Parigi-Bruxelles 1980
La Parigi-Bruxelles 1980, sessantesima edizione della corsa, si svolse il 24 settembre 1980 su un percorso di 286 km, con partenza da Senlis e arrivo a Sint-Genesius-Rode. Fu vinta dall'italiano Pierino Gavazzi della Magniflex-Olmo davanti ai belgi Marc Demeyer e Jean-Philippe Vandenbrande.

## Ordine d'arrivo (Top 10)
| Pos. | Corridore                  | Squadra                | Tempo    |
| ---- | -------------------------- | ---------------------- | -------- |
| 1    | Pierino Gavazzi            | Magniflex-Olmo         | 7h03'00" |
| 2    | Marc Demeyer               | Ijsboerke-Warncke Eis  | s.t.     |
| 3    | Jean-Philippe Vandenbrande | Safir-Ludo             | s.t.     |
| 4    | Hennie Kuiper              | Peugeot-Esso-Michelin  | s.t.     |
| 5    | Claude Criquielion         | Splendor-Admiral       | s.t.     |
| 6    | Gerrie Knetemann           | Ti-Raleigh-Creda       | s.t.     |
| 7    | Ferdi Van den Haute        | La Redoute-Motobecane  | s.t.     |
| 8    | Fons De Wolf               | Boule d'Or-Studio Casa | a 15"    |
| 9    | Jacques Bossis             | Peugeot-Esso-Michelin  | s.t.     |
| 10   | Henk Lubberding            | Ti-Raleigh-Creda       | s.t.     |